# 호이킹 SA
호이킹 SA(중국어: 凱景體育會, 영어: Hoi King Sports Association)는 홍콩의 축구단으로 현재 홍콩 퍼스트 디비전 리그에 참가하고 있다.

## 우승
- 홍콩 3부 리그: 2015–16